# Joachim Deeters
Joachim Deeters (* 24. März 1940 in Bonn) ist ein deutscher Historiker und Archivar.

## Leben und Wirken
Joachim Deeters studierte von 1959 bis 1967 Geschichte und Lateinische Philologie an den Universitäten Bonn, Kiel und Berlin (Freie Universität). Seine Promotion erfolgte 1968 an der Freien Universität Berlin. Außerdem legte er das erste Staatsexamen für das Lehramt an höheren Schulen ab. Im Jahre 1968 trat er als Archivreferendar am Stadtarchiv Detmold in die Ausbildung für den höheren Archivdienst ein und absolvierte die Fachprüfung hierfür 1970 an der Archivschule Marburg. Von 1970 bis zu seinem Eintritt in den Ruhestand 2005 war Deeters als wissenschaftlicher Archivar am Historischen Archiv der Stadt Köln tätig, zuletzt in leitender Stellung mit der Dienstbezeichnung „Stadtarchivdirektor“.
In seinen zahlreichen Veröffentlichungen beschäftigt sich Deeters vor allem mit der Geschichte Kölns und den Beständen des Historischen Archivs der Stadt Köln, außerdem u. a. mit Kölns Rolle in der Hanse.

## Veröffentlichungen (Auswahl)
- Servatiusstift und Stadt Maastricht (= Rheinisches Archiv. Bd. 73). Röhrscheid, Bonn 1970 (= Dissertation Freie Universität Berlin).
- (Bearb.): Ferdinand Franz Wallraf. Ausstellung des Historischen Archivs der Stadt Köln, 5. Dezember 1974 – 31. Januar 1975. Historisches Archiv der Stadt Köln 1974.
- (Bearb.): Kölner Neubürger 1356–1798. Vier Bände (= Mitteilungen aus dem Stadtarchiv von Köln. Bd. 61–64). Böhlau, Köln 1975–1983, ISBN 3-412-03083-X.
- Die Vorfahren Konrad Adenauers. In: Hugo Stehkämper (Hrsg.): Konrad Adenauer. Oberbürgermeister von Köln. Festgabe der Stadt Köln zum 100. Geburtstag ihres Ehrenbürgers am 5. Januar 1976. Rheinland-Verlag, Köln 1976, ISBN 3-7927-0248-7, S. 21–31.
- Das Bürgerrecht der Reichsstadt Köln seit 1396. In: Zeitschrift der Savigny-Stiftung für Rechtsgeschichte. Germanistische Abteilung, Bd. 104=117 (1987), S. 1–83.
- (Bearb.): Der Nachlaß Ferdinand Franz Wallraf (Best. 1105) (= Mitteilungen aus dem Stadtarchiv von Köln. Bd. 71). Böhlau, Köln 1987, ISBN 3-412-06087-9.
- (Bearb.): Die Hanse und Köln. Ausstellung des Historischen Archivs der Stadt Köln. Oberstadtdirektor, Köln 1988.
- Der Weg aus der Sklaverei zur Aufklärung am Beispiel Ferdinand Franz Wallrafs. In: Rheinische Vierteljahrsblätter. Jg. 1990, S. 142–163.
- Pläne und Ansichten zum Ausbau Mülheims in den Jahren 1588 bis 1615. In: Rechtsrheinisches Köln. Jg. 1993, S. 1–46.
- (Bearb.): Die französischen Jahre. Ausstellung aus Anlaß des Einmarsches der Revolutionstruppen in Köln am 6. Oktober 1794. Historisches Archiv der Stadt Köln 1994.
- Gerhard von Wesel. Ein Kölner Kaufmann im Londoner Hansekontor. In: Volker Henn (Hrsg.): Norwegen und die Hanse (= Kieler Werkstücke, Reihe A. Bd. 11). Lang, Frankfurt am Main 1994, ISBN 3-631-47950-6, S. 161–176.
- Hanseforschung in Köln. Von Höhlbaum bis Winterfeld. In: Hansische Geschichtsblätter. Bd. 114 (1996), S. 123–140.
- Die Bestände des Stadtarchivs Köln bis 1814. Eine Übersicht (= Mitteilungen aus dem Stadtarchiv von Köln. Bd. 76). Böhlau, Köln 1994, ISBN 3-412-04294-3.
- (Mithrsg.): Quellen zur Geschichte der Stadt Köln. Drei Bände. Bachem, Köln 1996–2010.
- Die Kölner Bürgermeister in der Frühen Neuzeit. Profil einer Gruppe von Berufspolitikern. In: Georg Mölich (Hrsg.): Köln als Kommunikationszentrum. Studien zur frühneuzeitlichen Stadtgeschichte. DuMont, Köln 2000, ISBN 3-7701-5008-2, S. 365–402.
- Köln auf Reichs- und Hansetagen 1396 bis 1604. Ein Vergleich. In: Hansische Geschichtsblätter. Bd. 119 (2001), S. 103–133.
- Der Weg zum Ende. Maßnahmen gegen Kölner Klöster und Stifte vor der Säkularisation (1794–1801). In: Georg Mölich (Hrsg.): Klosterkultur und Säkularisation im Rheinland. Klartext-Verlag, Essen 2002, ISBN 3-89861-099-3, S. 257–284.
- Buchkunst im Hansekontor Brügge. In: Zeitschrift des Vereins für Lübeckische Geschichte und Altertumskunde. Jg. 2004, S. 297–306.
- Der Bau zu Mülheim und der Ausschluss der Kölner Protestanten aus der Gemeinschaft der Bürger. In: Rheinische Vierteljahrsblätter. Bd. 69 (2005), S. 192–211.
- Hansische Rezesse. Eine quellenkundliche Untersuchung anhand der Überlieferung im Historischen Archiv der Stadt Köln. In: Rolf Hammel-Kiesow (Hrsg.): Das Gedächtnis der Hansestadt Lübeck. Festschrift für Antjekathrin Graßmann zum 65. Geburtstag. Schmidt-Römhild, Lübeck 2005, ISBN 3-7950-5555-5, S. 427–446.
- Eine Kirche in städtischem Eigentum. Die Geschichte von St. Mariä Himmelfahrt 1773 bis 1814. In: Geschichte in Köln. Bd. 58 (2011), S. 81–104.
- Reichs- und Hansetage - eine vergleichende Betrachtung. In: Hansische Geschichtsblätter. Jg. 2011, S. 137–152.
- (Bearb.): Rat und Bürgermeister in Köln 1396–1797. Ein Verzeichnis (= Mitteilungen aus dem Stadtarchiv von Köln. Bd. 99). Historisches Archiv der Stadt Köln 2013, ISBN 978-3-928907-22-4.